# Lọng quả
Lọng quả (danh pháp: Thyrocarpus sampsonii) là loài thực vật có hoa trong họ Mồ hôi. Loài này được Hance mô tả khoa học đầu tiên năm 1862.